# Santa María Centro
Santa María Centro es una comuna del Departamento Las Colonias, Provincia de Santa Fe, Argentina.

## Ubicación
Se halla ubicada a 12,5 km al noreste de la localidad de Sa Pereira y a 12,4 km al sur de Pilar.

## Población y demografía
Cuenta con 187 habitantes (Indec, 2010)

## Historia
La localidad se creó el 16 de junio de 1869 de la mano del colono suizo Don Santiago Denner. La comuna se creó en 1886 por ley provincial.

## Santo Patrono
- 7 de octubre Virgen María del Rosario de San Nicolás